# Sečianky
Sečianky (hongrois : Ipolyszécsényke) est un village de Slovaquie situé dans la région de Banská Bystrica.

## Histoire
La première mention écrite du village date de 1260.
La localité fut annexée par la Hongrie après le premier arbitrage de Vienne le 2 novembre 1938. En 1938, on comptait 532 habitants. Elle faisait partie du district de Šahy (hongrois : Ipolysági járás). Le nom de la localité avant la Seconde Guerre mondiale était Sečianky/Szécsénke. Durant la période 1938 - 1945, le nom hongrois Ipolyszécsényke était d'usage. À la libération, la commune a été réintégrée dans la Tchécoslovaquie reconstituée.

## Démographie

### Évolution de la population
| Année:               | 1994. | 2004.   | 2014.   | 2024.    |
| -------------------- | ----- | ------- | ------- | -------- |
| Nombre de personnes: | 448   | 406     | 379     | 333      |
| Différence:          |       | -9,37 % | -6,65 % | -12,13 % |

| Année:               | 2023. | 2024.   |
| -------------------- | ----- | ------- |
| Nombre de personnes: | 323   | 333     |
| Différence:          |       | +3,09 % |